# Medalha Carl Friedrich Gauß
A Medalha Carl Friedrich Gauß (em alemão:  Carl-Friedrich-Gauß-Medaille) é uma condecoração sem fundo financeiro instituida em 1949 pela Academia de Ciências de Braunschweig destinada a trabalhos científicos de destaque. É concedida anualmente em memória de Carl Friedrich Gauß.

## Descrição
A medalha é de bronze, com diâmetro de 90 mm e espessura de 8 mm. Na parte anterior é reproduzida uma gravura de Gauß com a inscrição „Carl Friedrich Gauß, geb. zu Braunschweig 30.04.1777“ (Carl Friedrich Gauß, nascido em Braunschweig em 30.04.1777); na parte posterior a inscrição „Braunschweigische Wissenschaftliche Gesellschaft“ e no meio a frase „pro summis litterarum meritis“. Na borda da medalha é gravado o nome do laureado bem como a data da concessão. A medalha é acompanhada de um estojo de couro bem como um certificado com uma pasta, no qual constam os méritos científicos do laureado.

## Procedimento
Habilitados a indicar candidatos são todos os membros da Sociedade Científica de Braunschweig, com uma curta justificativa até 1 de novembro. Os presidentes da área ou classe decidem então mediante aconselhamentos e notificam o presidente da sociedade, que após receber todos documentos convoca um conselho para a decisão final.
A medalha é entregue pelo presidente durante a reunião pública anual. Nesta ocasião o laureado apresenta o seu trabalho científico. A medalha não é concedida a membros da sociedade.

## Laureados
- 1949: Walter Reppe, professor honorário da Universidade de Mainz e da Universidade Técnica de Darmstadt
- 1950: Johan Arvid Hedvall, professor de química do silicato da Universidade Técnica Chalmers em Gotemburgo
- 1951: Wilhelm Nusselt, professor de engenharia mecânica da Universidade Técnica de Munique
- 1952: Erwin Wilhelm Müller, chefe de seção no Instituto Fritz Haber da Sociedade Max Planck e professor da Universidade Livre de Berlim, mais tarde professor da Universidade Estadual da Pensilvânia
- 1953: Gustav Wolf, professor da Universidade de Münster
- 1954: Max Strutt, professor de eletrônica avançada do Instituto Federal de Tecnologia de Zurique
- 1955: Fritz Arndt, professor de química orgânica da Universidade de Wrocław, professor honorário da Universidade de Hamburgo
- 1955: Pascual Jordan, professor de física teórica da Universidade de Hamburgo
- 1956: Ulrich Finsterwalder, Universidade Técnica de Munique
- 1957: Georg Sachs, professor de metalurgia da Universidade de Syracuse
- 1958: Werner Schmeidler, professor de matemática da Universidade Técnica de Berlim
- 1959: Hans Brockmann, professor de química orgânica da Universidade de Göttingen
- 1960: Theodore von Kármán, professor do Instituto de Tecnologia da Califórnia
- 1961: Kurt Klöppel, professor de estática e estruturas metálicas da Universidade Técnica de Darmstadt
- 1962: Walter Schottky, professor de física teórica da Universidade de Erlangen-Nürnberg
- 1963: Gottfried Köthe, professor de matemática aplicada da Universidade de Heidelberg
- 1964: Carl Wagner, professor e ex-diretor do Instituto Max Planck de Química Biofísica em Göttingen
- 1965: Albert Betz, professor e ex-diretor do Aerodynamische Versuchsanstalt e do Max-Planck-Institut für Dynamik und Selbstorganisation em Göttingen
- 1966: Wilhelm Becker, professor e diretor da Astronomisch-Meteorologische Anstalt da Universidade de Basileia
- 1967: Henry Görtler, professor de matemática e ex-diretor do Instituto de Matemática Aplicada da Universidade de Freiburg
- 1968: Egon Orowan, professor de engenharia mecânica no Instituto de Tecnologia de Massachusetts, Cambridge, Massachusetts
- 1969: Arne Bjerhammer, professor de geodésia no Instituto Real de Tecnologia em Estocolmo
- 1970: Elie Carafoli, professor de aerodinâmica na Universidade Politécnica de Bucareste e ex-diretor do Instituto de Mecânica dos Fluidos "Traian Vuia" em Bucareste
- 1971: Walter Dieminger, professor de geofísica na Universidade de Göttingen e ex-diretor do Instituto Max Planck para Pesquisa do Sistema Solar em Lindau/Harz
- 1972: Hubert Rüsch, professor de engenharia civil da Universidade Técnica de Munique e ex-diretor da "Materialprüfungsamt für das Bauwesen"
- 1973: Viktor Gutmann, professor de química inorgânica na Universidade Técnica de Viena
- 1974: Friedrich Tamms, arquiteto, professor da Universidade Técnica de Berlim
- 1975: Sir Michael James Lighthill, professor de matemática na Universidade de Cambridge
- 1977: Walter Elsasser, professor de geofísica na Universidade Johns Hopkins
- 1977: Helmut Moritz, professor de geodésia na Universidade Técnica de Graz
- 1977: László Fejes Tóth, professor e diretor do Instituto de Pesquisas matemáticas da Academia de Ciências da Hungria, Budapeste
- 1978: Ulrich Grigull, professor de termodinâmica na Universidade Técnica de Munique
- 1979: Wolf von Engelhardt, professor de mineralogia e petrografia na Universidade de Tübingen
- 1980: Hans Kuhn, professor e ex-diretor do Max-Planck-Institut für biophysikalische Chemie em Göttingen
- 1981: Martin Kneser, professor de matemática na Universidade de Göttingen
- 1982: Walter Burkert, professor de filologia clássica na Universidade de Zurique
- 1983: Leopold Müller, professor honorário de mecânica das rochas na Universidade de Salzburgo
- 1984: Heinz Beneking, professor e diretor do Instituto de Tecnologia de Semicondutores na RWTH Aachen
- 1985: Gerhard Ertl, professor e diretor do Instituto Fritz Haber da Sociedade Max Planck em Berlim
- 1986: Arno Borst, professor emérito de história na Universidade de Constança
- 1987: Olgierd Zienkiewicz, professor de engenharia civil na Universidade do País de Gales, Swansea
- 1988: Heinz Brauer, professor de engenharia química na Universidade Técnica de Berlim
- 1989: Herbert Walther, professor de física experimental na Universidade de Munique e diretor do Max-Planck-Instituts für Quantenoptik em Garching
- 1990: Raymond Klibansky, professor de filosofia (lógica e metafísica) na Universidade McGill em Montreal e fellow do Wolfson College (Oxford)
- 1991: Wilfried Krätzig, professor de engenharia mecânica na Ruhr-Universität Bochum
- 1992: Ernst-Dieter Gilles, professor de tecnologia e demição e controle na Universidade de Stuttgart
- 1993: Hans-Heinrich Voigt, professor de astronomia e astrofísica na Universidade de Göttingen
- 1994: Josef Fleckenstein, professor de história medieval, ex-diretor do Max-Planck-Institut für Geschichte em Göttingen
- 1995: David Crighton, chefe do Departamento de matemática Aplicada e Física Teórica da Universidade de Cambridge
- 1996: Gerhard Frey, professor de matemática da Universidade de Duisburg-Essen
- 1997: Arnold Esch, professor de história da idade média, diretor do Deutsches Historisches Institut in Rom
- 1998: Christian Menn, engenheiro civil, professor do Instituto Federal de Tecnologia de Zurique
- 1999: Christian Wandrey, professor de biotecnologia da Universidade de Bonn
- 2000: Klaus Hopt, professor de direito internacional privado e estrangeiro, Universidade de Hamburgo, Diretor do Max-Planck-Institut für ausländisches und internationales Privatrecht, Hamburgo
- 2001: Robert Piloty, professor emérito de ciência da computação da Universidade Técnica de Darmstadt
- 2002: Wolfgang Krätschmer, professor de física nuclear e astrofísica no Max-Planck-Institut für Kernphysik, Heidelberg
- 2003: Niklot Klüßendorf, professor de numismática e história monetária na Universidade de Marburgo
- 2004: Joachim Milberg, professor de engenharia mecânica e ciência da produção na Universidade Técnica de Munique
- 2005: Klaus von Klitzing, Nobel de Física, diretor do Max-Planck-Institut für Festkörperforschung na Universidade de Stuttgart
- 2006: Peter Bürger, professor emérito de ciência da literatura e teoria estética na Universidade de Bremen
- 2007: Herbert Mang, professor de mecânica de materiais e estruturas na Universidade Técnica de Viena
- 2008: Rudolf Thauer der Jüngere, microbiologista, diretor fundador do Max-Planck-Institut für terrestrische Mikrobiologie
- 2009: Walther Ludwig, professor emérito de filologia grega e latina na Universidade de Hamburgo
- 2010: Klaus Streubel, pesquisador na área de optoeletrônica e tecnologia de iluminação
- 2011: Angela Friederici, professora de neuropsicologia, diretora do Max-Planck-Institut für Kognitions- und Neurowissenschaften, Leipzig
- 2012: Werner Oechslin, professor de arte e história da arquitetura no ETH Zurique Instituto Federal de Tecnologia de Zurique
- 2013: Wolfgang Schröder, professor de mecânica dos fluidos na Universidade Técnica da Renânia do Norte-Vestfália em Aachen
- 2014: Klaus Müllen, diretor do Max-Planck-Institut für Polymerforschung, Mainz
- 2015: Johannes Fried, Universidade de Frankfurt am Main[1]
- 2016: Reiner Rummel, Universidade Técnica de Munique[2]
- 2017: Antje Boetius, Alfred-Wegener-Institut Helmholtz-Zentrum für Polar- und Meeresforschung, Max-Planck-Institut für Marine Mikrobiologie
- 2018: Paul Kirchhof, ex-juiz do Tribunal Constitucional Federal
- 2019: Manfred Curbach, Institut für Massivbau da Universidade Técnica de Dresden
- 2020: Emmanuelle Charpentier, Max Planck Unit for Science of Pathogens, Berlim
- 2021: Bénédicte Savoy, Universidade Técnica de Berlim